# Homoneura shewelli
Homoneura shewelli is een vliegensoort uit de familie van de Lauxaniidae. De wetenschappelijke naam van de soort is voor het eerst geldig gepubliceerd in 1977 door Miller.